# Jerónimo António Pereira Coutinho Pato Pacheco de Vilhena e Mendonça
D. Jerónimo António Pereira Coutinho Pato Pacheco de Vilhena e Mendonça (Lisboa, Penha de França, Palácio de São Gonçalo ou São Jorge de Arroios, 23 de Setembro de 1776 - Espanha, 23 de Agosto de 1814), 3.º Marquês de los Soidos Grande de Espanha de 1.ª Classe, foi um nobre português e espanhol.

## Família
Filho primogénito de D. António Luís José Francisco Xavier Pereira Coutinho Pacheco de Vilhena e Brito de Mendonça Botelho, 2.º Marquês de los Soidos Grande de Espanha de 1.ª Classe, 7.º Senhor do Morgado de Soidos e Senhor Donatário dos Reguengos do Cartaxo e Vale da Pinta, e de sua mulher Isabel Teresa Bárbara Vitória Pereira Neto Pato de Novais Pimentel, Senhora de vários Vínculos, Morgados e Padroados.

## Biografia
Fidalgo Cavaleiro da Casa Real e Gentil-Homem da Câmara de Sua Majestade Católica, herdou todas as Honras e Senhorios de seus pai, sendo também herdeiro de sua mãe, e foi 8.º Senhor do Morgado de Soidos e Senhor Donatário dos Reguengos do Cartaxo e Vale da Pinta.
Assentou praça de Cadete no Regimento de Infantaria 4, depois de dispensado da menoridade, a 28 de Março de 1787 e foi graduado no posto de Alferes a 14 de Setembro de 1793, com efetividade a 22 de Fevereiro de 1794. Distinguiu-se na Campanha do Rossilhão e foi promovido a Tenente a 15 de Março de 1797 e a Capitão a 30 de Novembro de 1808, mas a seu pedido foi demitido do serviço a 27 de Outubro de 1809.
O título de 3.º Marquês de los Soidos com Grandeza de Espanha de 1.ª Classe foi-lhe renovado por Carta de 16 de Janeiro de 1800 de Carlos IV de Espanha, com as Honras e Tratamentos dos seus antecessores.

## Descendência
Faleceu solteiro. Teve, no entanto, um filho natural de Josefa Nova (Sevilha, Santa María - ?): 
- D. Jerónimo António Pereira Coutinho (Lisboa, Anjos, 9 de Novembro de 1813), casado em Lisboa a 24 de Fevereiro de 1840 com Mariana Joaquina da Fonseca de Lemos Monteiro, sem geração